# Sand am Main
Sand là một đô thị ở Haßberge bang Bavaria thuộc nước Đức.